# Vivi (Demokratická republika Kongo)
Vivi je sídlo v provincii Kongo Central v Demokratické republice Kongo. Nachází se na severu od řeky Kongo, naproti hlavnímu městu provincie Matadi.
Sídlo bylo založeno v roce 1879 Henrym Morton Stanleym. Sloužilo jako první hlavní město Svobodného státu Kongo od července 1885 do 1. května 1886, kdy bylo hlavní město přemístěno do Bomy.

## Poloha
Vivi se nachází na pravém břehu řeky Kongo, naproti Matadi.

## Galerie
- Stráž ve Vivi
- Vivi a Matadi na mapě z roku 1890
- Stanleyho dům ve Vivi v roce 1965